# Contenzioso Boehringer versus Indian Patent Office
Nel 2006 varie ONG indiane iniziarono una battaglia legale per abbassare il prezzo dei farmaci sotto brevetto. La prima controversia fu però quella tra Boehringer Ingelheim contro la legge dei brevetti indiana per la nevirapina.

## Storia
Nel 1998 l'azienda farmaceutica tedesca Boehringer Ingelheim richiese la concessione di brevetto per lo sciroppo di Nevirapina. La legge indiana però non considera brevettabili i semplici miglioramenti o le formulazioni diverse di farmaci già esistenti. Si trattò quindi di una sentenza contro l'evergreening, ovvero la  ribrevettabilità di farmaci minimamente innovativi.
Nel 1993 l'imatinib (più noto con il nome commerciale di Glivec), venne brevettato in tutto il mondo, ma non in India, in quanto l'India non è dotata di legge sui brevetti per prodotti farmaceutici. Nel 1995 l'India entrò nel WTO ed aveva 10 anni di tempo per dotarsi di una legge di tutela dei brevetti. Nel novembre 2003 vengono riconosciuti i Diritti esclusivi di vendita per l'imatinib (è quindi il primo brevetto di un farmaco).
Nel 2005 viene approvata la legge sui brevetti in India. Dal 2006 alcune ONG come la Cancer Patients Aid Association, la Indian Network of People Living with HIV/AIDS (INP+) e la Positive Women's Network (PWN), si  opposero al brevetto della Nevirapina  Nel giugno 2008 The Indian Patent Office di New Delhi rigettò la formulazione di sciroppo pediatrico della nevirapina, sostenendo che non vi era alcuna novità, e che si trattava di una nuova forma di una sostanza già conosciuta.

## Oggetto
Questa è la lista presentata dal “Cancer Patients Aid Association's“ :
Herceptin, trastuzumab di  Genentech 
 
Mabthera, rituximab di Roche
 
Rituxan, rituximab di Genentech 

Neupogen, filgrastim di  Amgen 

Erbitux, cetuximab di ImClone Systems 

Avastin, bevacizumab di Genentech

Lenalid, lenalidomide di Celgene

Xeloda, capecitabine di Hoffman-LaRoche
 
Geftinat, geftinib di Natco Pharma 

Tarceva, erlotinib di  OSI Pharmaceuticals
 
Fludara, fludarabine di Cerner Multum
 
Zoladex, goserelin acetate di AstraZeneca
 
Leucovorin, leucovorin di Roche
 
Bexxar, tositumomab e iodine 1131 tositumomab di Corixa e GlaxoSmithKline (co developed)
 
Hycamtin, topotecan di GlaxoSmithKline

Iressa, geftinib di AstraZeneca

Arimidex, anastrozole di AstraZeneca
 
Sutent, sunitinib di Pfizer
 
Glivec, imatinib di Novartis 

Femara, letrozole di Novartis